# Ava Addams
Alexia Lucie Roy, művésznevén Ava Addams (Gibraltár, 1979. szeptember 16. –) AVN-díjas, francia származású amerikai pornószínésznő.

## Élete
Olasz és francia felmenőkkel is rendelkezik, spanyolul is beszél. Gibraltáron született, négy évesen a texasi Houstonba költözött családjával, ott nőtt fel. Mielőtt pornószínésznőnek állt, a Houston Medical Consultation tanácsadójaként dolgozott. 2007-ben Alexia Roy néven a Playboynak is modellkedett.
2008-ban kezdett pornófilmeket készíteni. Kezdetben főleg leszbikus és szóló filmekben szerepelt a Reality Kings számára. Gyakran dolgozik együtt Manuel Ferrarával, James Deennel, Johnny Sins-szel, Bruce Venture-rel, Erik Everharddal és Mick Blue-val. Addams több mint 450 filmben szerepelt, utoljára 2021-ben. 2020-ban AVN-díjat nyert Hottest Milf kategóriában.
Egy fia van.